# Ragwurzen
Die Ragwurzen (Ophrys), auch Kerfstendel genannt, bilden eine Pflanzengattung in der Familie der Orchideen (Orchidaceae). Sie kommen hauptsächlich rund ums Mittelmeer vor und überdauern den trockenen Sommer mit Hilfe einer unterirdischen Knolle. Zur Bestäubung locken die Blüten durch Produktion von Duftstoffen und insektenähnliches Aussehen männliche Insekten an, die beim Versuch der Kopulation mit den Blüten Pollen übertragen. Die Gattung umfasst je nach Auffassung 10 bis 350 Arten.

## Beschreibung

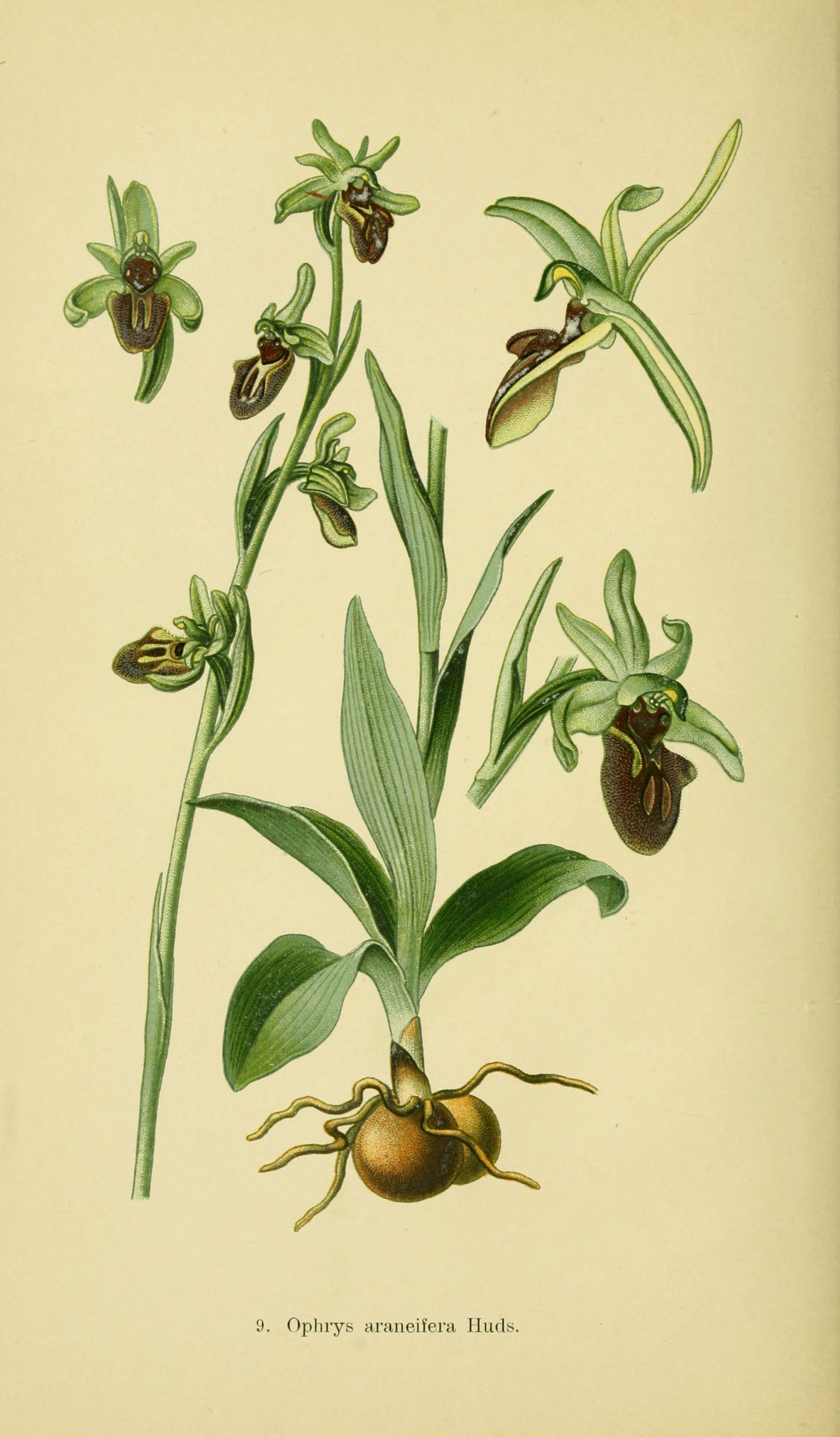
Illustration von Ophrys sphegodes aus Abbildungen der in Deutschland und den angrenzenden Gebieten vorkommenden Grundformen der Orchideenarten, Tafel 09

### Vegetative Merkmale
Die Ragwurz-Arten sind relativ kleine, ausdauernde, krautige Pflanzen. Sie erreichen meist Wuchshöhen von 10 bis 40 Zentimetern, es gibt aber auch blühende Exemplare, die nur 5 Zentimeter hoch sind, andere Arten erreichen bis zu 90 Zentimeter. Mit einer unterirdischen Knolle überdauern sie die ungünstige Jahreszeit. Während der Wachstumsperiode wird diese Knolle durch eine, selten zwei neue ersetzt. Die Knollen sind rundlich bis leicht oval und werden teils aus Wurzel-, teils aus Sprossgewebe gebildet. Sie enthalten lebende Zellen, die Stärke speichern sowie abgestorbene Zellen, die für die Wasserspeicherung sorgen. Oberhalb der Knollen entspringen die faserigen Wurzeln aus dem Spross.
Die Laubblätter stehen in einer grundständigen Rosette, zusätzlich können weitere kleinere Blätter am Stängel angeordnet sein; oder die Blattrosette ist locker mit am Stängel verteilt stehenden Laubblättern.

### Generative Merkmale
In einem endständigen, traubigen Blütenstand sind wenige Blüten locker angeordnet. Der Fruchtknoten ist ungestielt, nicht behaart und nicht oder nur wenig verdreht. Die Blüten sind resupiniert, sie sind relativ groß, auffällig und ähneln einem Insekt. Die zwittrigen Blüten sind zygomorph und dreizählig. Die Blütenhüllblätter sind nicht miteinander verwachsen. Die drei äußeren Blütenhüllblätter (Sepalen) sind weiß, rosafarben oder grünlich, meistens kahl. Die seitlichen Petalen sind kleiner als die äußeren Blütenhüllblätter und behaart. Die Lippe ist ganzrandig bis dreilappig, am Ende oft mit einem Anhängsel oder einer aufgesetzten Spitze. Meist ist die Lippe konvex gebogen, wobei die Spitze wieder in die Gegenrichtung aufwärts gebogen sein kann. Im Gegensatz zu verwandten Gattungen besitzt die Lippe der Ragwurzen keinen Sporn. An der Basis der Lippe befindet sich mittig eine auffällig gefärbte Fläche, seitlich davon sind oft zwei Erhebungen. Mittig auf der Lippe befindet sich eine glatte, häufig glänzende Fläche, zum Rand hin ist die Lippe behaart. Die Säule fasst die Narbe und das Staubblatt zusammen; zwischen beiden liegt das wenig ausgebildete Trenngewebe (Rostellum), das oft zwei kleine, farbige seitliche Auswüchse besitzt. Die zwei Pollinien sind über Stielchen mit je einer separaten Klebscheibe (Viscidium) verbunden.

## Bestäubungsbiologie

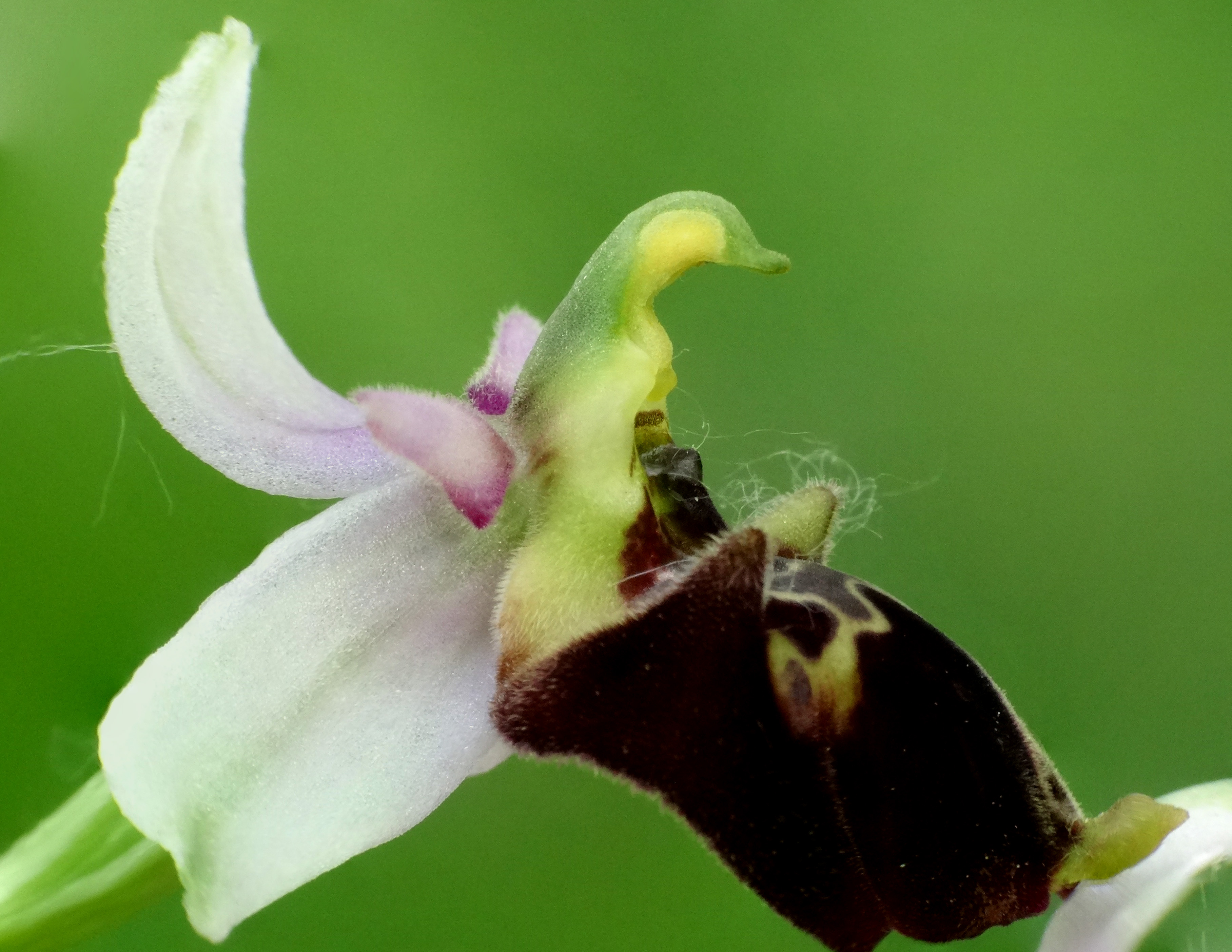
Hummel-Ragwurz
(Ophrys holoserica)

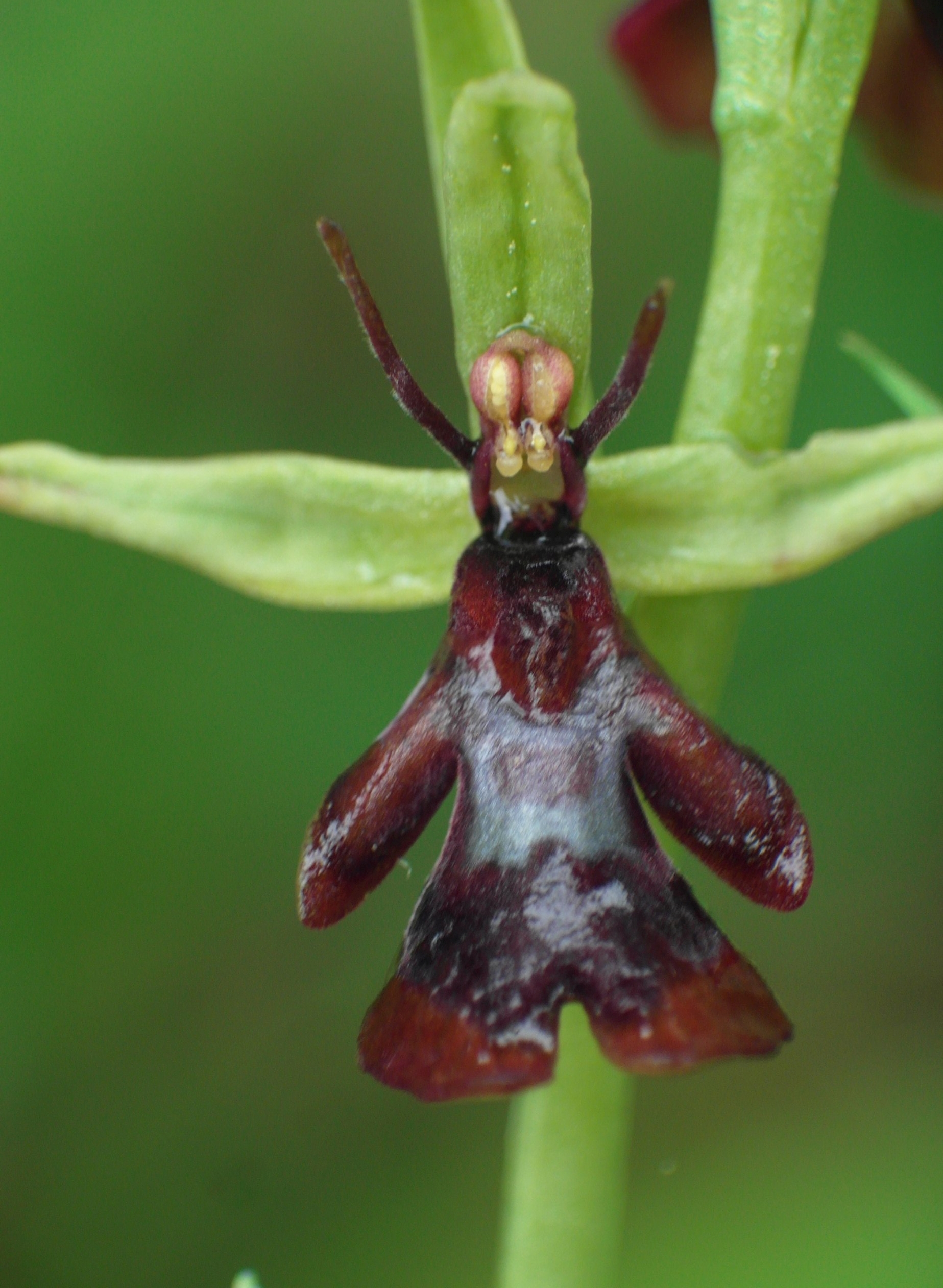
Fliegen-Ragwurz
(Ophrys insectifera)

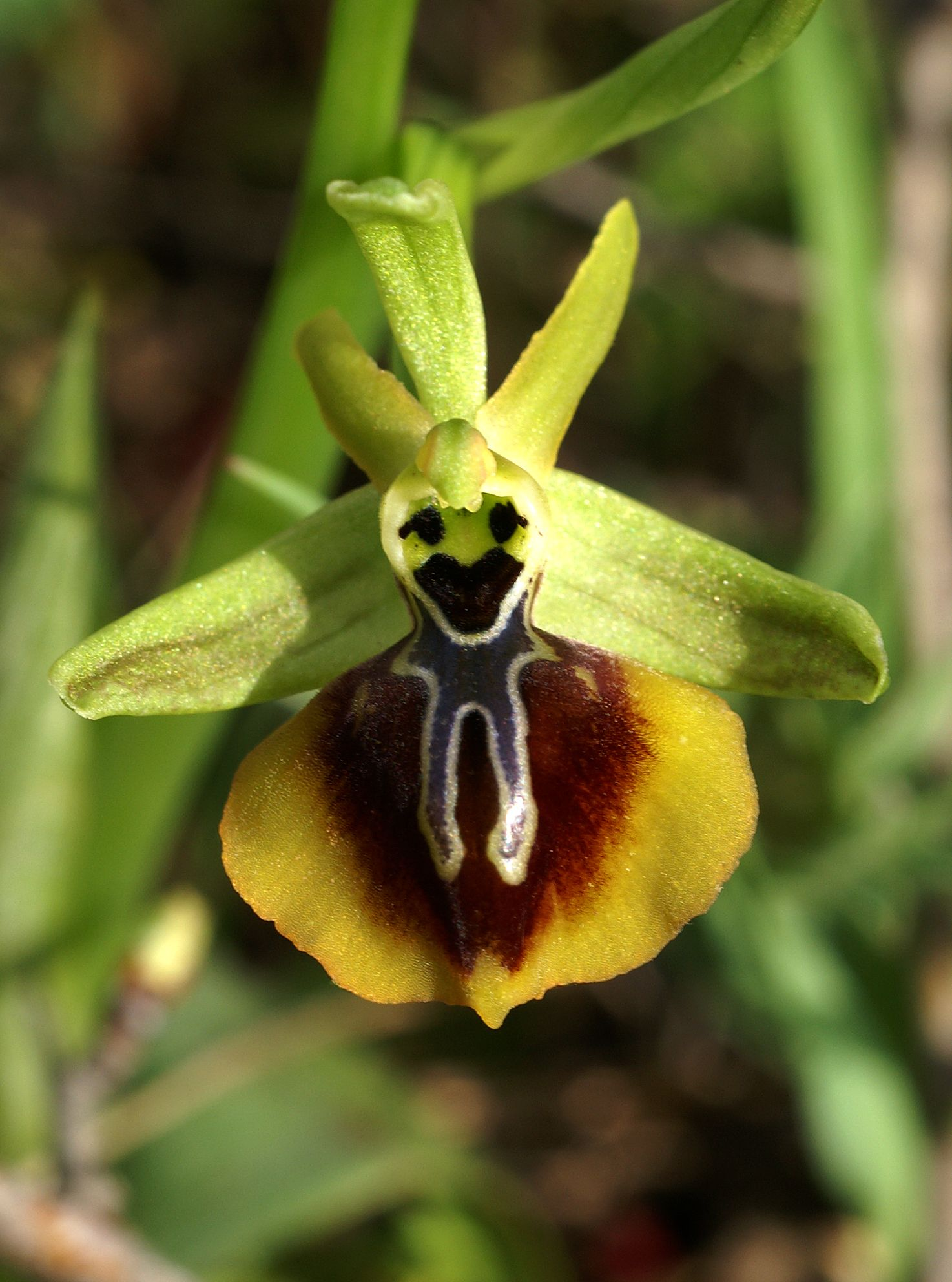
Äskulap-Ragwurz (Ophrys aesculapii)

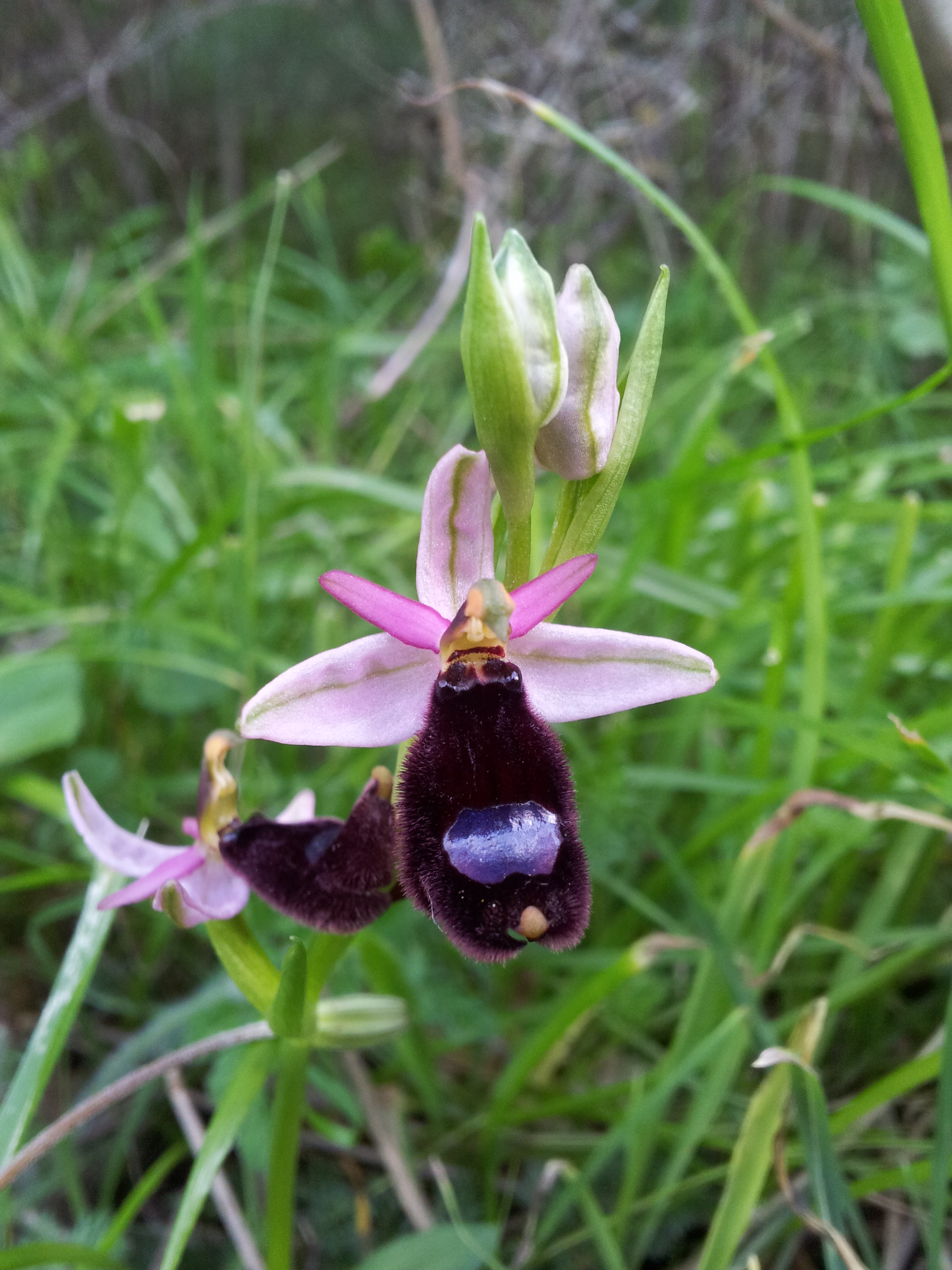
Bertolonis Ragwurz (Ophrys bertolonii)

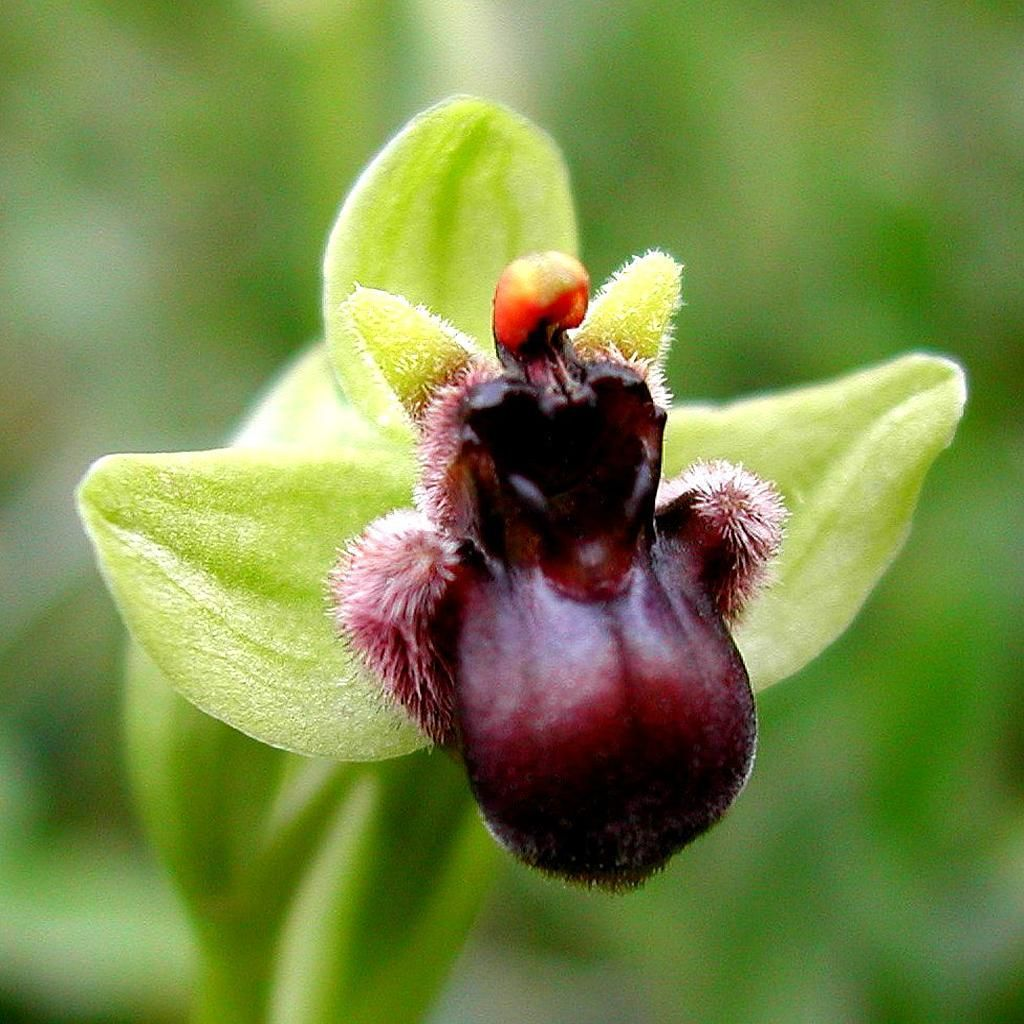
Drohnen-Ragwurz
(Ophrys bombyliflora)

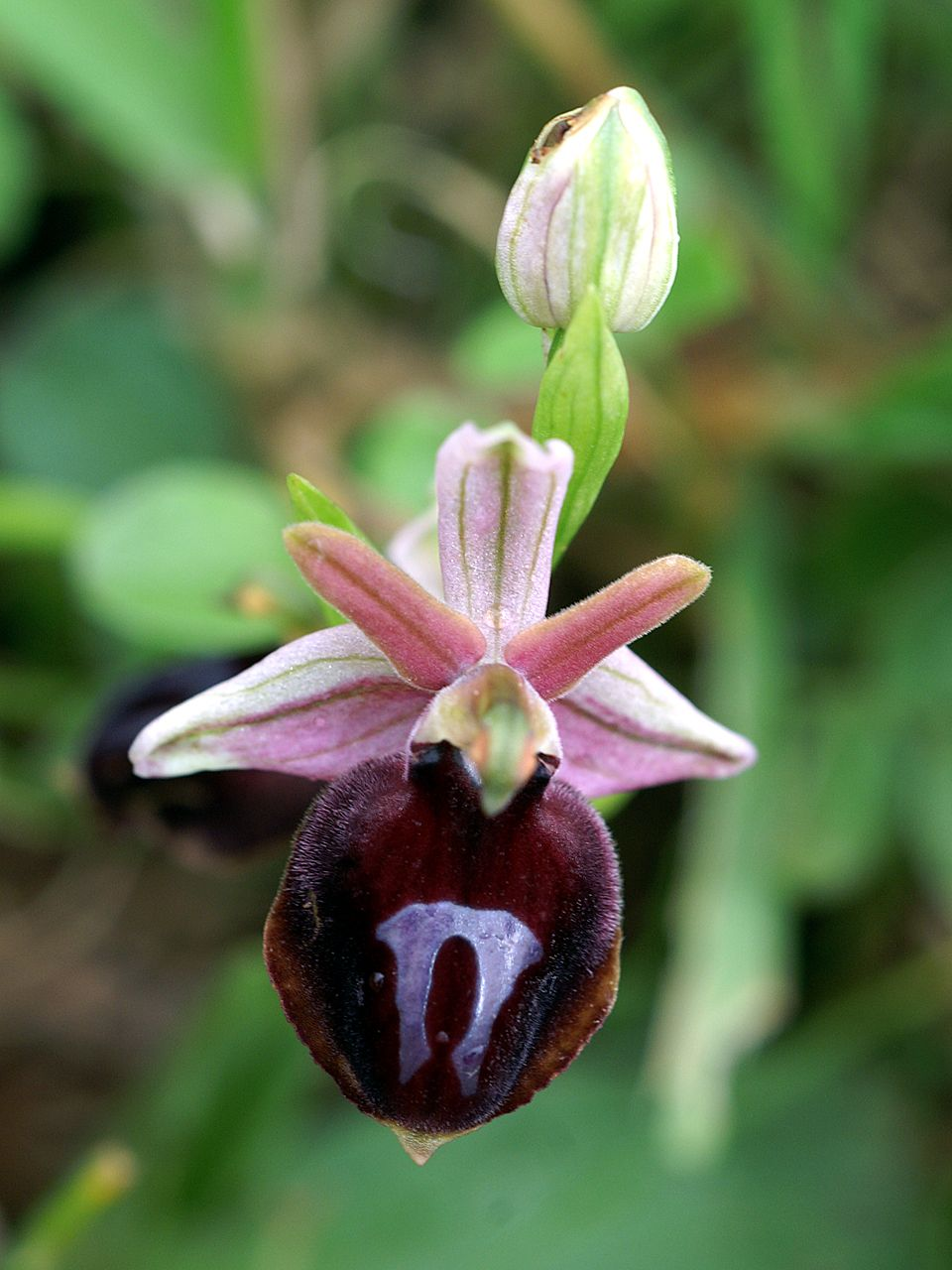
Hufeisen-Ragwurz (Ophrys ferrum-equinum)

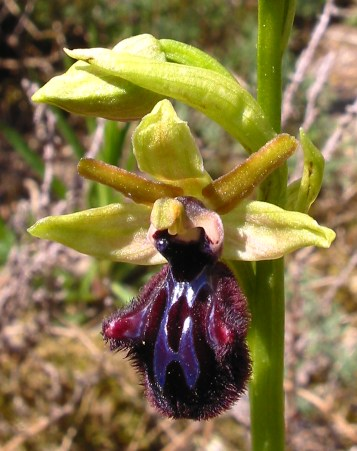
Schwarze Ragwurz
(Ophrys incubacea)

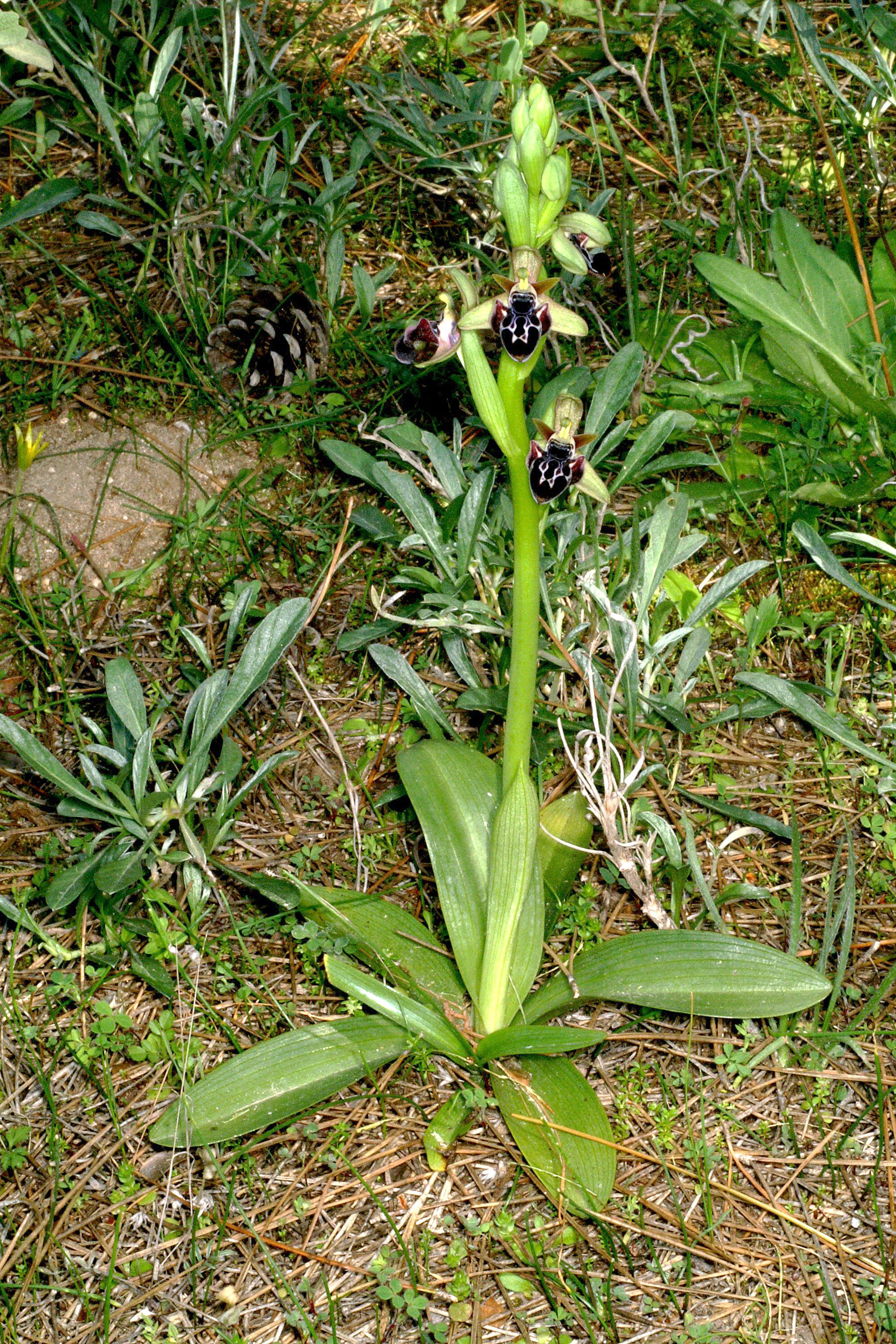
Kotschys Ragwurz (Ophrys kotschyi)

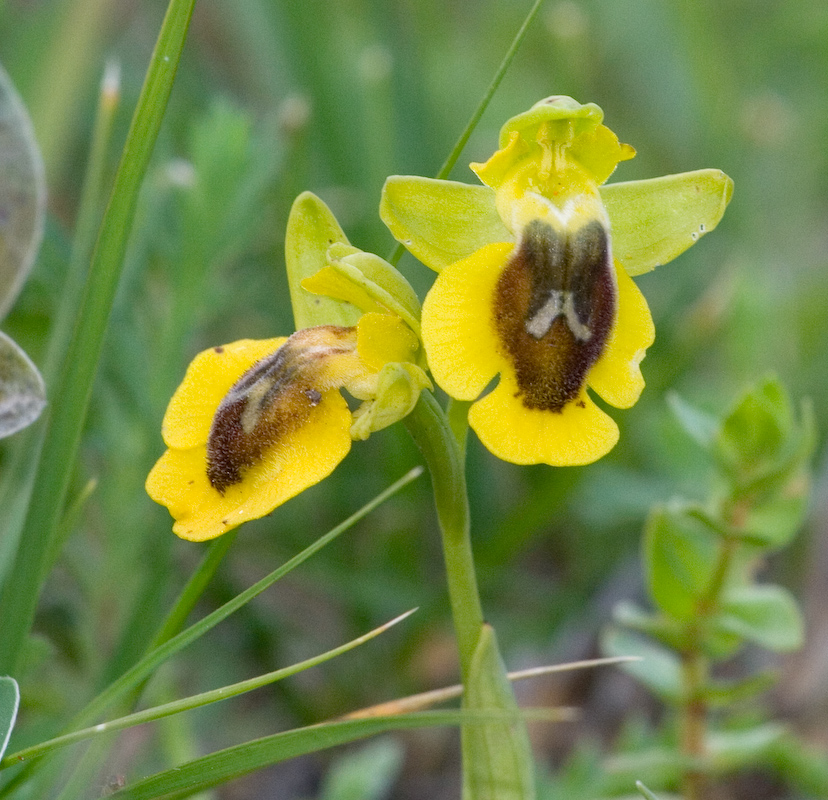
Gelbe Ragwurz (Ophrys lutea)

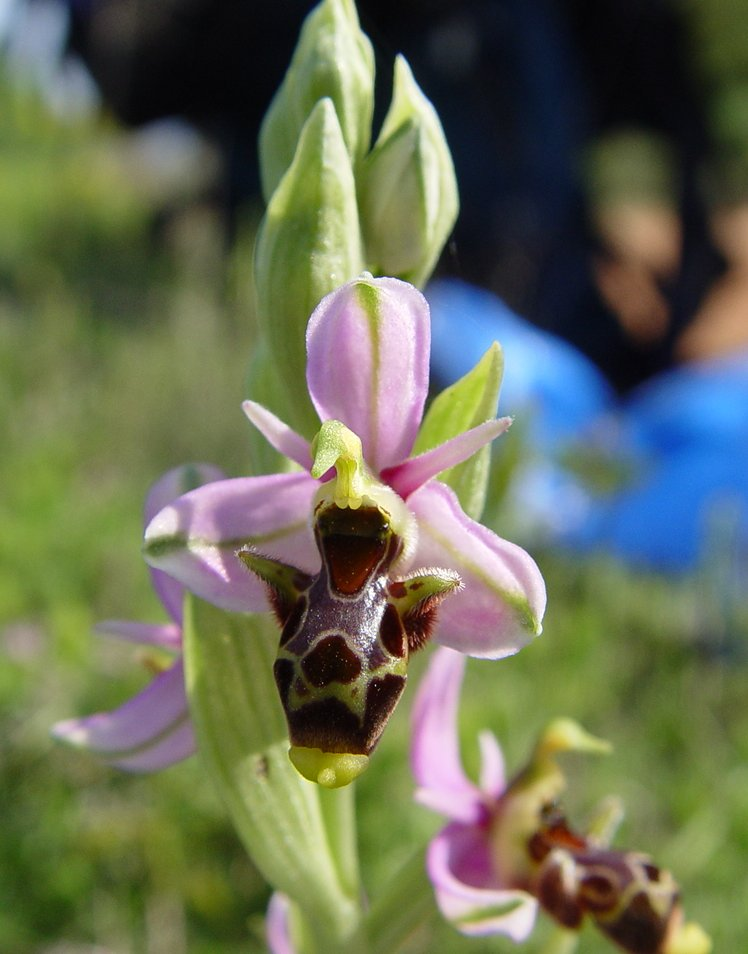
Schnepfen-Ragwurz
(Ophrys scolopax)

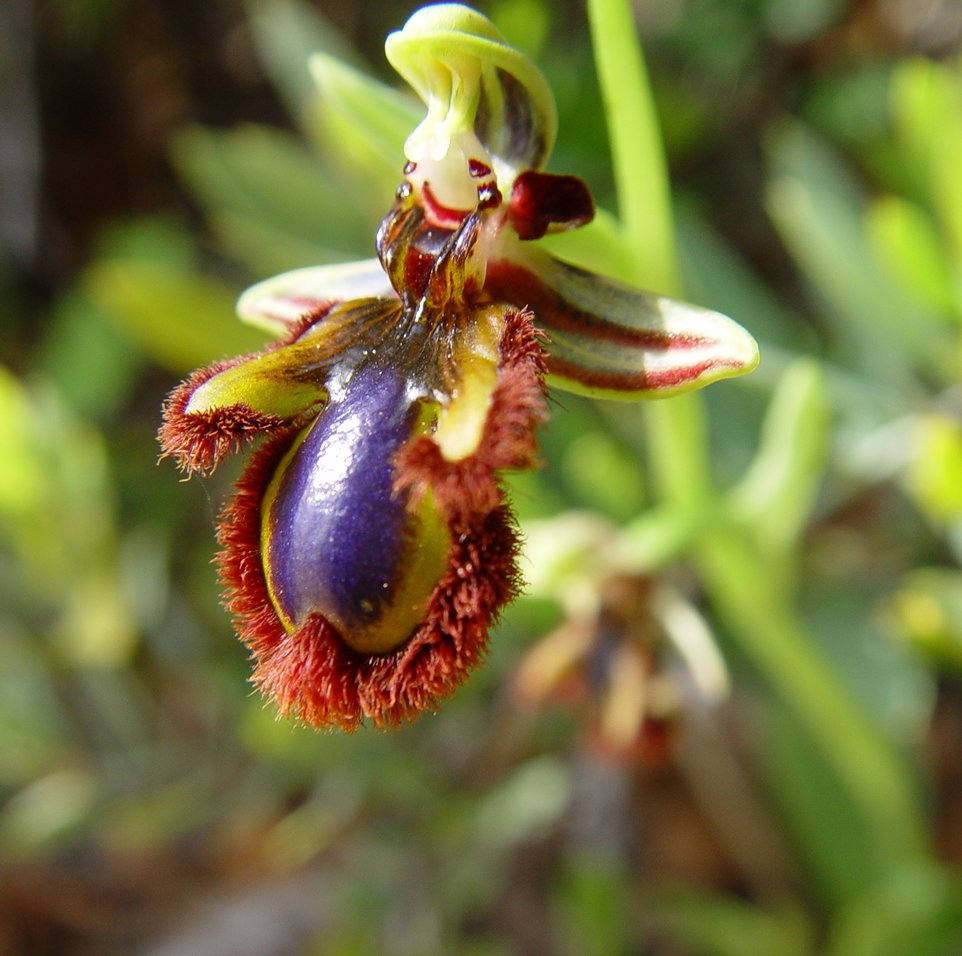
Spiegel-Ragwurz
(Ophrys speculum)

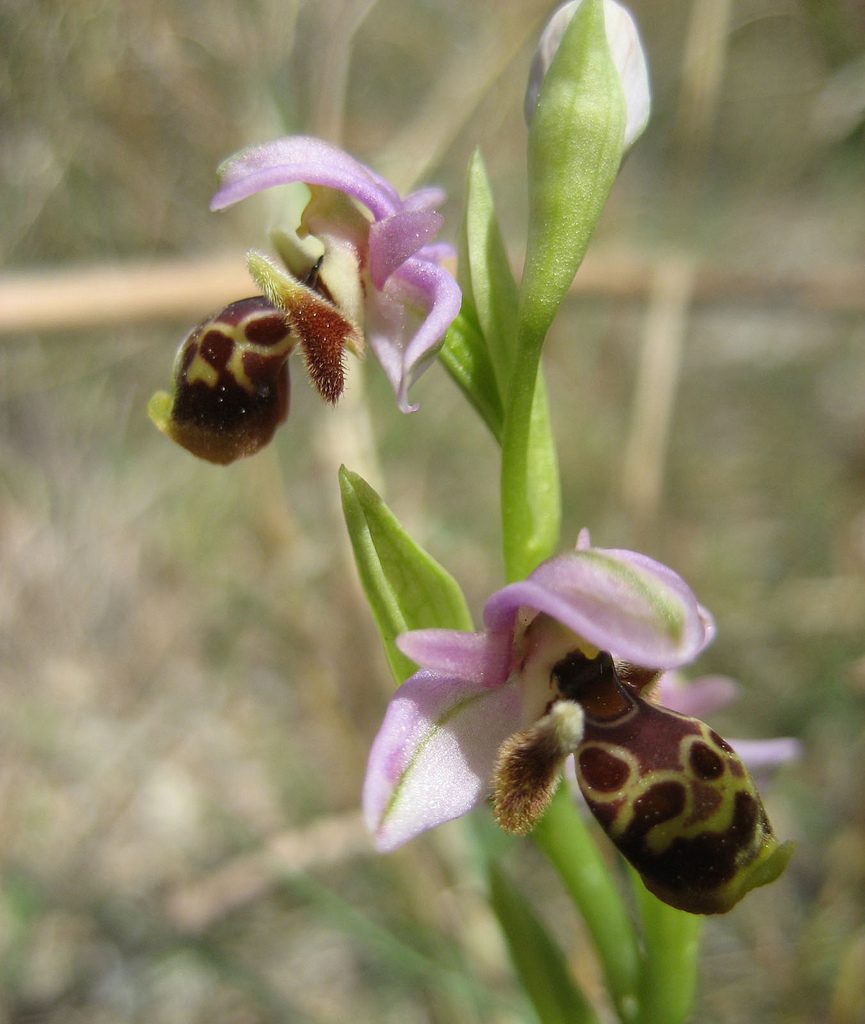
Nabel-Ragwurz (Ophrys umbilicata)

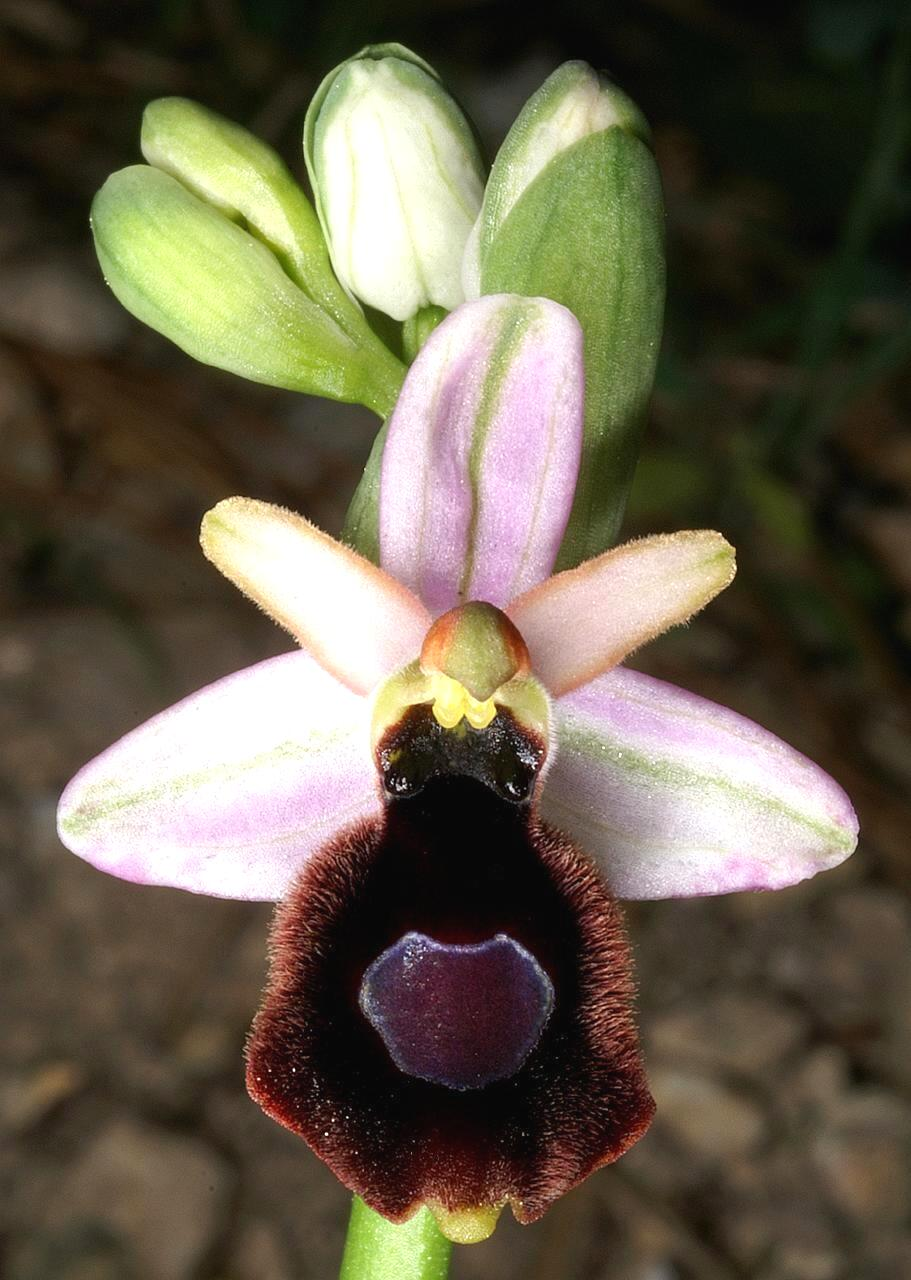
Balearen-Ragwurz
(Ophrys ×flavicans, Syn.: Ophrys balearica)

Orchideen der Gattung Ophrys sind bekannt für ihren besonderen Bestäubungsmechanismus. Die Lippe einer Blüte stellt bei den Ophrys-Arten eine Nachahmung eines weiblichen Insekts dar. Männliche Insekten lassen sich täuschen und übertragen den Pollen während einer sogenannten Pseudokopulation. Dieses Phänomen wird Sexualtäuschung (englisch: sexual deception) genannt und ist eine Form von Mimikry (Lockmimikry). Die sensorischen Komponenten der Sexualtäuschung setzten sich aus olfaktorischen (Duft), visuellen (Farbe, Form) und taktilen (Behaarung) Stimuli zusammen. Der Duft der Blüten, bei vielen Arten ein für die menschliche Nase nicht wahrnehmbares Gemisch aus schwerflüchtigen Kohlenwasserstoffen, stellt den wichtigsten Stimulus zur spezifischen Anlockung der Bestäuber-Männchen dar. Er ist eine „fast“ genaue Kopie der Sexual-Duftstoffe der weiblichen Insekten und löst daher das gleiche Such- und Kopulationsverhalten aus wie die entsprechenden Weibchendüfte. Eine besondere Bedeutung kommt den taktilen Stimuli zu. Je nach Ausrichtung der Behaarung erkennt ein männliches Insekt nämlich, wo „vorn“ und „hinten“ bei einem Weibchen ist. Die Ausrichtung der Behaarung bei Ophrys-Blüten entscheidet daher darüber, ob der Bestäuber „Kopf voran“ oder „Abdomen voran“ mit den Blüten zu kopulieren versucht. Die Pollinien werden dementsprechend mit dem Kopf oder dem Hinterkörper (Abdomen) entnommen und transportiert. Die Konsequenz des Sexualtäuschungsmechanismus ist eine gewisse Spezifität in der Bestäubung, weil Anlockung über Sexualduftstoffe relativ spezifisch, im Eifer des Gefechtes aber unspezifisch erfolgt. Das Resultat sind daher unzählige Hybriden. Die Bestäuber sind in den meisten Fällen Solitärbienen, beispielsweise der Gattungen Andrena, Eucera, Anthophora etc. Wenige Ophrys-Arten werden von Grabwespen (Ophrys insectifera), Dolchwespen (Ophrys speculum), Käfern, Fliegen (Ophrys fuciflora) oder Pflanzenwespen (Ophrys insectifera var. subinsectifera) bestäubt. Aus dieser Abhängigkeit der Ophrys-Arten von ihren jeweiligen Bestäubern sollte der Schutz der Orchideen daher immer auch den Schutz der entsprechenden Bestäuberinsekten im Auge haben.

## Systematik

### Taxonomie
Die Gattung Ophrys wurde 1753 durch Carl von Linné in Species Plantarum Band 2, Seite 945 aufgestellt. Der botanische Gattungsname Ophrys leitet sich aus dem griechischen Wort ophrys für „Augenbrauen“ ab. Der „Begriff“ Ophrys wurde erstmals von Plinius dem Älteren in seinem Werk Naturalis historia erwähnt.

### Innere Systematik
Die Gattung Ophrys wird in mindestens zehn Sektionen unterteilt: Die ehemaligen Sektionen nach Godfery (1928) Ophrys (Syn. Euophrys nom. inval.) mit Arten, bei denen die Pollinien während der Pseudokopulation an den Kopf des Insekts geheftet werden, und Pseudophrys mit Arten, bei denen die Pollinien an das Hinterteil (Abdomen) geheftet werden, sind durch molekular-genetische Untersuchungen seit 2008 und morphologische Studien seit 1964 als überholt zu betrachten.
Die Gattung Ophrys ist trichotom, bestehend aus drei Untergattungen, nämlich Ophrys subgen. Ophrys, Ophrys subgen. Bombyliflorae und Ophrys subgen. Fuciflorae. Die Untergattung Ophrys besteht nur aus einer Sektion mit einer Art, nämlich Ophrys insectifera. Die Untergattung Bombyliflorae besteht aus vier Sektionen, nämlich sect. Bombyliflorae, sect. Tenthrediniferae, sect. Speculum und sect. Pseudophrys. Die Untergattung Fuciflorae besteht aus mindestens fünf Sektionen, nämlich sect. Apiferae, sect. Araniferae, sect. Fuciflorae, sect. Umbilicatae, und sect. Scolopax. Nach noch nicht ausreichenden molekular-genetischen Untersuchungen gibt es die sect. Scolopax im östlichen Mittelmeer nicht und wird hier durch die fast gleich aussehende sect. Cornutae (= sect. Oestriferae) vertreten.

### Arten und ihre Verbreitung
Das Verbreitungsgebiet umfasst hauptsächlich den Mittelmeerraum, aber auch Mittel- und Nordeuropa, die Türkei mit Schwarzmeerküste und die Krim, Levante bis Jordanien, Kaukasusraum, Irak, Iran und Turkmenistan.
In Mitteleuropa kommen vor: Bienen-Ragwurz (Ophrys apifera), Hohe Hummel-Ragwurz (Ophrys elatior), Hummel-Ragwurz (Ophrys holoserica), Fliegen-Ragwurz (Ophrys insectifera), Große Spinnen-Ragwurz (Ophrys sphegodes subsp. sphegodes), Kleine Spinnen-Ragwurz (Ophrys sphegodes subsp. araneola)
Arten sind (Auswahl):
- Bienen-Ragwurz, Gehörnte Ragwurz (Ophrys apifera Huds., Syn.: Orchis apifera (Huds.) Salisb., Ophrys albiflora Spruner ex Boiss.,Ophrys aquisgranensis Kaltenb., Ophrys arachnites Mill., Ophrys asilifera Vayr., Ophrys austriaca Wiesb. ex Dichtl, Ophrys bicolor O.Nägeli nom. illeg., Ophrys botteronii Chodat, Ophrys chlorantha Hegetschw., Ophrys epeirophora Peter, Ophrys friburgensis (Freyhold) O.Nägeli, Orchis holoserica Burm. f., Ophrys holoserica (Burm. f.) Greuter, Ophrys immaculata (Bréb.) O.Nägeli, Ophrys insectifera var. purpurata Moggr., Ophrys insectifera var. trollii Moggr., Ophrys insectifera subsp. apifera (Huds.) Moggr., Ophrys integra Sacc., Ophrys jurana (Ruppert ex Zimm.) Neuberger, Ophrys mangini Tallon, Ophrys oestrifera M.Bieb., Orchis oestrifera (M.Bieb.) M.Bieb., Ophrys picta var. oestrifera (M.Bieb.) Bory & Chaub., Orchis pseudoapifera Caldes, Ophrys purpurea Tausch, Ophrys ripaensis Porta, Ophrys rostrata Ten., Ophrys saraepontana Ruppert, Ophrys scolopax var. oestrifera (M.Bieb.) Rchb. f., Ophrys scolopax subsp. oestrifera (M.Bieb.) Soó, Ophrys trollii Hegetschw., ×Cephalophrys integra (Sacc.) Cox, Ophrys apifera var. almaracensis Pérez-Chisc., Durán Oliva & Gil Llano, Ophrys apifera var. atrofusca J.Dierckx, Kreutz, D.Riepe & L.Segers, Ophrys apifera var. aurita (Moggr.) Gremli, Ophrys apifera var. austriaca (Wiesb. ex Dichtl) Beck, Ophrys apifera var. badensis L.Lewis & Kreutz, Ophrys apifera var. basiliensis S.Schwegler & Matthies, Ophrys apifera var. belgarum Turner Ettl., Ophrys apifera var. bicolor E.Nelson, Ophrys apifera var. botteronii (Chodat) Brand, Ophrys apifera var. cambrensis M.J.Clark, Ophrys apifera var. brevilabellata Kreutz, R.Selig & Zelesny, Ophrys apifera var. broteroi Welw. ex Nyman nom. nud., Ophrys apifera var. chlorantha (Hegetschw.) Nyman, Ophrys apifera var. cordatitepala Chodat, Ophrys apifera var. curviflora A.Soulié, Ophrys apifera var. filitepala Chodat, Ophrys apifera var. flavescens Rosbach, Ophrys apifera var. friburgensis Freyhold, Ophrys apifera var. fulvofusca M.P.Grasso & Scrugli, Ophrys apifera var. immaculata Bréb., Ophrys apifera var. jenensis Voelckel & E.Theel, Ophrys apifera var. jurana (Ruppert ex Zimm.) C.Schust., Ophrys apifera var. laetitiae Klaver, Ophrys apifera var. muteliae Mutel, Ophrys apifera var. patinata U.Grabner & Kreutz, Ophrys apifera var. purpurea (Tausch) Nyman nom. superfl., Ophrys apifera var. purpurata Rchb. f., Ophrys apifera var. renatae K.Barbieri, L.Barbieri & Contorni, Ophrys apifera var. saraepontana (Ruppert) H.Baumgartner & Kreutz, Ophrys apifera var. speciosa Nyman, Ophrys apifera var. subterrostrunca Brot., Ophrys apifera var. tilaventina Nonis & Liverani, Ophrys apifera var. trollii (Hegetschw.) Rchb. f., Ophrys apifera var. urbinensis Klaver, Ophrys apifera subsp. austriaca (Wiesb. ex Dichtl) K.Richt., Ophrys apifera subsp. botteronii (Chodat) Hegi, Ophrys apifera subsp. chlorantha (Hegetschw.) Arcang., Ophrys apifera subsp. friburgensis (Freyhold) P.Fourn., Ophrys apifera subsp. immaculata (Bréb.) O.Nägeli, Ophrys apifera subsp. jurana Ruppert ex Zimm., Ophrys apifera subsp. muteliae (Mutel) K.Richt., Ophrys apifera subsp. olimpiadae Ugr. ex E.G.Camus, Ophrys apifera subsp. purpurea (Tausch) K.Richt., Ophrys apifera subsp. trollii (Hegetschw.) K.Richt.)[7]
- Apulische Ragwurz (Ophrys apulica (O.Danesch & E.Danesch) O.Danesch & E.Danesch)
- Argolische Ragwurz (Ophrys argolica H.Fleischm.): Es gibt je nach Autor einige Unterarten:
  - Ägäische Ragwurz (Ophrys argolica subsp. aegaea (Kalteisen & H.R.Reinhard) H.A.Pedersen & Faurh., Syn.: Ophrys aegaea Kalteisen & H.R.Reinhard, Ophrys ferrum-equinum subsp. aegaea (Kalteisen & H.R.Reinhard) H.Baumann & R.Lorenz): Diese Neukombination erfolgte 2002. Sie kommt nur auf den griechischen Inseln der südlichen Ägäis der Kykladen und Dodekanes bis Kárpathos vor.[7]
  - Ophrys argolica H.Fleischm. subsp. argolica (Syn.: Ophrys icariensis M.Hirth & H.Spaeth, Ophrys argolica subsp. icariensis (M.Hirth & H.Spaeth) Kreutz, Ophrys olympiotissa Paulus): Sie kommt auf dem Festland des südlichen-zentralen bis südlichen Griechenlands vor.[7]
  - Brillen-Ragwurz (Ophrys argolica subsp. biscutella (O.Danesch & E.Danesch) Kreutz, Syn.: Ophrys biscutella O.Danesch & E.Danesch, Ophrys crabronifera subsp. biscutella (O.Danesch & E.Danesch) Klaver & Kreutz, Ophrys exaltata subsp. sundermannii Soó): Diese Neukombination erfolgte 2004. Sie kommt nur im südlichen Italien und dem zu Kroatien gehörenden Korčula vor.[7]
  - Antalya-Ragwurz (Ophrys argolica subsp. climacis (Heimeier & Perschke) H.A.Pedersen & P.J.Cribb: Diese Neukombination erfolgte 2019. Dieser Endemit kommt in der Türkei nur im Gebiet von Antalya vor.[7]
  - Hornissen-Ragwurz (Ophrys argolica subsp. crabronifera (Sebast. & Mauri) Faurh., Syn.: Ophrys crabronifera Sebast. & Mauri, Ophrys exaltata var. virescens Sommier, Ophrys fuciflora subsp. pollinensis E.Nelson, Ophrys holoserica subsp. pollinensis (E.Nelson) O.Danesch & E.Danesch, Ophrys pollinensis E.Nelson ex Devillers-Tersch. & Devillers, Ophrys argolica subsp. pollinensis (E.Nelson) Kreutz, Ophrys crabronifera subsp. pollinensis (E.Nelson ex Devillers-Tersch. & Devillers) H.Baumann & R.Lorenz, Ophrys crabronifera subsp. virescens (Sommier) Klaver & Kreutz): Diese Neukombination erfolgte 2002. Dieser Endemit kommt nur im zentralen bis südlichen Italien vor.[7]
  - Zierliche Ragwurz (Ophrys argolica subsp. elegans (Renz) E.Nelson, Syn.: Ophrys gottfriediana subsp. elegans Renz, Ophrys elegans (Renz) H.Baumann & Künkele): Dieser Endemit kommt nur auf Zypern vor.[7]
  - Lesbos-Ragwurz (Ophrys argolica subsp. lesbis (Gölz & H.R.Reinhard) H.A.Pedersen & Faurh., Syn.: Ophrys lesbis Gölz & H.R.Reinhard, Ophrys ferrum-equinum subsp. lesbis (Gölz & H.R.Reinhard) H.Baumann & R.Lorenz): Diese Neukombination zu erfolgte 2002. Dieser Endemit kommt nur auf der Insel Lesbos vor.[8]
  - Rhodische Ragwurz (Ophrys argolica subsp. lucis (Kalteisen & H.R.Reinhard) H.A.Pedersen & Faurh., Syn.: Ophrys aegaea subsp. lucis Kalteisen & H.R.Reinhard, Ophrys lucis (Kalteisen & H.R.Reinhard) Paulus & Gack, Ophrys ferrum-equinum subsp. lucis (Kalteisen & H.R.Reinhard) H.Baumann & R.Lorenz, Ophrys argolica subsp. atargatis Kreutz, Ophrys atargatis (Kreutz) P.Delforge): Diese Neukombination erfolgte 2002. Sie kommt von den Inseln der östlichen Ägäis über die südwestliche Türkei bis ins nördliche Syrien vor.[7]
- Ariadne-Ragwurz (Ophrys ariadnae Paulus)
- Atlas-Ragwurz (Ophrys atlantica Munby)
- Bertolonis Ragwurz (Ophrys bertolonii Moretti)
- Biancas Ragwurz (Ophrys biancae (Tod.) Macch.)
- Drohnen-Ragwurz, Hummelschweber-Ragwurz oder Bremsen-Ragwurz (Ophrys bombyliflora Link)
- Bornmüllers Ragwurz (Ophrys bornmuelleri M.Schulze)
- Weißglanz-Ragwurz (Ophrys candica (E.Nelson ex Soó) H.Baumann & Künkele)
- Zilizische Ragwurz (Ophrys cilicica Schltr.)
- Kretische Ragwurz (Ophrys cretica (Vierh.) E.Nelson)
- Delphi-Ragwurz (Ophrys delphinensis O.Danesch & E.Danesch)
- Hohe Hummel-Ragwurz (Ophrys elatior Paulus)
- Braune Ragwurz (Ophrys fusca Link)
- Hufeisen-Ragwurz (Ophrys ferrum-equinum Desf.): Es gibt nur noch zwei Unterarten und kein anderen Subtaxa mehr:[7]
  - Ophrys ferrum-equinum Desf. subsp. ferrum-equinum, Syn.: Ophrys andracnitis Bory & Chaub., Ophrys aranifera subsp. parnassica (Vierh.) Soó, Ophrys argolica subsp. mandalyana (B.Baumann & H.Baumann) Kreutz, Ophrys corinthiaca Hausskn., Ophrys labiosa Kreutz, Ophrys lesbis var. mandalyana (B.Baumann & H.Baumann) P.Delforge, Ophrys ×moreana subsp. dornheckeri F.Fohringer, Ophrys ferrum-equinum var. anafiensis Biel, Ophrys ferrum-equinum var. labiosa (Kreutz) Hennecke, Ophrys ferrum-equinum var. minor Biel, Ophrys ferrum-equinum subsp. convexa B.Baumann & H.Baumann, Ophrys ferrum-equinum subsp. labiosa (Kreutz) Kreutz, Ophrys ferrum-equinum subsp. mandalyana B.Baumann & H.Baumann): Sie kommt von Albanien über die Kykladen, Sporaden und den Inseln der Ägäis bis zur südlichen und südwestlichen Türkei vor.[7]
  - Ophrys ferrum-equinum subsp. gottfriediana (Renz) E.Nelson (Syn.: Ophrys gottfriediana Renz, Ophrys spruneri subsp. gottfriediana (Renz) Soó, Ophrys ferrum-equinum var. gottfriediana (Renz) Biel,Ophrys ferrum-equinum var. pseudogottfriediana Paulus): Sie kommt in Griechenland und auf Inseln in der Ägäis vor.[7]
- Hebes Ragwurz (Ophrys hebes (Kalop.) E.Willing & B.Willing)
- Heldreichs Ragwurz (Ophrys heldreichii Schltr.)
- Hummel-Ragwurz (Ophrys holoserica (Burm. f.) Greuter)
- Schwarze Ragwurz (Ophrys incubacea Bianca)
- Regenbogen-Ragwurz (Ophrys iricolor Desf.)
- Isaurische Ragwurz (Ophrys isaura Renz & Taubenheim)
- Fliegen-Ragwurz (Ophrys insectifera L.): Darunter die Unterart:
  - Aymonins Ragwurz (Ophrys insectifera subsp. aymoninii Breistr.)
- Kotschys Ragwurz (Ophrys kotschyi H.Fleisch. & Soó)
- Lacaitas Ragwurz (Ophrys lacaitae Lojac.)
- Levantinische Ragwurz (Ophrys levantina Gölz & H.R.Reinhard)
- Gelbe Ragwurz (Ophrys lutea Cav.)
- Maltesische Ragwurz (Ophrys melitensis (Salk.) Devillers-Tersch. & Devillers)
- Moris’ Ragwurz (Ophrys morisii (Martelli) G.Keller & Soó)
- Omega-Ragwurz (Ophrys omegaifera H.Fleischm.)
- Schnabel-Ragwurz (Ophrys oxyrrhynchos Tod.)
- Bleiche Ragwurz oder Blasse Ragwurz (Ophrys pallida Raf.)
- Kleingefleckte Ragwurz (Ophrys parvimaculata (O.Danesch & E.Danesch) Paulus & Gack)
- Oster-Ragwurz (Ophrys passionis Sennen). Mit der Unterart:
  - Gargano-Ragwurz (Ophrys passionis subsp. garganica E.Nelson ex H.Baumann & R.Lorenz)
- König-Ferdinand-Ragwurz (Ophrys regis-ferdinandii (Acht. & Kellerer ex Renz) Buttler)
- Reinholds Ragwurz (Ophrys reinholdii Spruner ex Fleischm.)
- Schulzes Ragwurz (Ophrys schulzei Bornm. & Fleischm.)
- Schnepfen-Ragwurz (Ophrys scolopax Cav.)
- Spiegel-Ragwurz (Ophrys speculum Link)
- Spinnen-Ragwurz (Ophrys sphegodes Mill.):
  - Äskulap-Ragwurz (Ophrys sphegodes subsp. aesculapii (Renz) Soó ex J.J.Wood)[7]
  - Kleine Spinnen-Ragwurz (Ophrys sphegodes subsp. araneola (Rchb.) M.Laínz).[7]
  - Aveyron-Ragwurz (Ophrys sphegodes subsp. aveyronensis J.J.Wood)[7]
  - Kleine Kretische Ragwurz (Ophrys sphegodes subsp. cretensis H.Baumann & Künkele)[7][8]
  - Gortyn-Ragwurz (Ophrys sphegodes subsp. gortynia H.Baumann & Künkele)[7]
  - Helenes Ragwurz (Ophrys sphegodes subsp. helenae (Renz) Soó & D.M.Moore)[7]
  - Halbmond-Ragwurz (Ophrys sphegodes subsp. lunulata (Parl.) H.Sund.)[7]
  - Lykische Ragwurz (Ophrys sphegodes subsp. lycia (Renz & Taubenheim) H.A.Pedersen & P.J.Cribb)[7]
  - Busen-Ragwurz (Ophrys sphegodes subsp. mammosa (Desf.) Soó ex E.Nelson)[7]
  - Siponto-Ragwurz (Ophrys sphegodes subsp. sipontensis (Kreutz) H.A.Pedersen & Faurh.).[7]
  - Spruners Ragwurz (Ophrys sphegodes subsp. spruneri (Nyman) E.Nelson)[7]
- Prächtige Ragwurz (Ophrys splendida Gölz & H.R.Reinhard)
- Tarenter Ragwurz (Ophrys tarentina Gölz & H.R.Reinhard)
- Wespen-Ragwurz (Ophrys tenthredinifera Willd.)
- Nabel-Ragwurz (Ophrys umbilicata Desf.)

Es wurde auch eine große Zahl von Hybriden beschrieben, darunter:
- Balearen-Ragwurz (Ophrys ×flavicans Vis.), (Syn.: Ophrys balearica P.Delforge, Ophrys ×catalaunica O.Danesch & E.Danesch = Ophrys bertolonii × Ophrys sphegodes): Sie kommt im westlichen und zentralen Mittelmeerraum vor.[7]